# John Arbuthnot
John Arbuthnot   (Inverbervie, 29 d'abril de 1667 - Londres, 27 de febrer de 1735), conegut normalment com a Dr. Arbuthnot, va ser un escriptor, metge i matemàtic britànic conegut per ser el creador del personatge de ficció John Bull.

## Vida
John Arbuthnot continua sent un dels personatges més poc estudiats del segle xviii britànic. Sabem que va néixer a Escòcia, fill d'un pastor de l'Església episcopal escocesa, ferm partidari del rei Jaume.
El 1696 es va graduar en medicina a la Universitat de St. Andrews i va fer una llarga carrera de metge a Londres; arribà a ser el metge privat de la reina Anna fins que ella va morir el 1714.
El 1713, juntament amb els seus amics Jonathan Swift, Alexander Pope i John Gay, va fundar el Scriblerius Club, una societat literària anticonformista, amb la finalitat de perseguir la pedanteria, els prejudicis i el conformisme polític.
El 1712 va començar la publicació en fascicles de la seva obra més coneguda: la Història de John Bull.
Va ser nomenat membre de la Royal Society el 1704 i del Reial Col·legi de Metges el 1710.

## Obra
Malgrat ser conegut sobretot per la seva obra de sàtira política, amb la creació del personatge arquetípic del britànic, John Bull, també va escriure diversos articles de medicina i de matemàtiques.

### Matemàtiques
El 1690 va traduir i publicar anònimament el tractat de Huygens De ratiociniis in ludo aleae amb el títol d'Of the Laws of Chance (Sobre les lleis de la sort). Això va fer que s'interessés pel càlcul de probabilitats, tema sobre el qual va publicar un breu però interessants article als Philosophical Transactions de la Royal Society: "Argument for divine providence taken from the constant regularity observed in the births of both sexes" (1712). En aquest article es proposa per primera vegada el concepte d'inferència estadistico-matemàtica i de test estadístic, que va obrir un ample debat a tot Europa sobre l'abast de l'estadística i la seva significació.
El 1700 també va publicar, de forma anònima, An essay on the usefulness of mathematical learning (Un assaig sobre la utilitat de l'aprenentatge de les matemàtiques), en el qual defensava la utilitat d'aquesta ciència en totes les branques del saber, tan en les ciències com en les humanitats.

### Medicina
La seva conferència (Harveian Oration) a l'assamblea del Col·legi de Metges de Londres de 1728 va ser un cant a la madicina preventiva, incloent la inoculació contra la verola.
El 1731 va publicar An Essay concerning the Nature of Aliments and the choice of them, according to the different Constitutions of Human Bodies i el 1733 An Essay concerning the Effects of Air on Human Bodies.

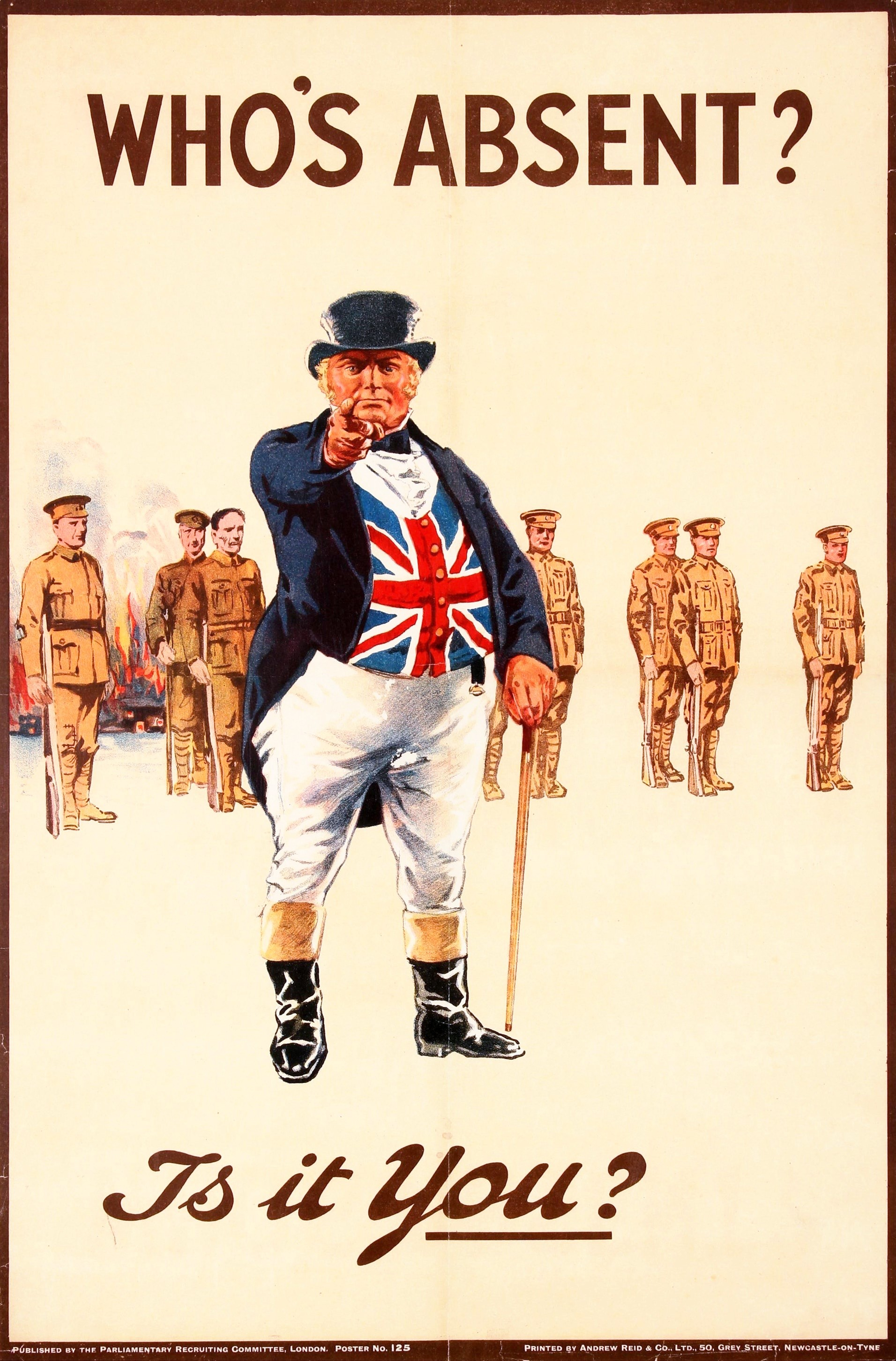
John Bull en un pòster de reclutament de la Primera Guerra Mundial. El personatge d'Arbuthnot va esdevenir un símbol netament britànic

### Sàtira política
En general, Arbuthnot no barrejava mai les seves obres científiques amb les satíriques excepte en The Examination of Doctor Woodward's Account of the Deluge (1697).

L'atribució d'obres satíriques a Arbuthnot és summament discutible, fins al punt que se li arriben a atribuir obres o paràgrafs d'obres de Swift i de Gay. Swift va dir d'ell que
| «                | te més enginy del que tenim qualsevol de nosaltres i la seva humanitat és igual al seu enginy... Si en el món hi hagués una dotzena d'Arbuthnots, jo hauria de cremar els meus Viatges de Gulliver | » |
| — Jonathan Swift | |   |

La seva obra més reconeguda va ser la Història de John Bull, començada a publicar el 1712 i en la qual crea el personatge arquetípic de John Bull: un personatge rosat i grassonet, amb un parell de galtes com un trompetista, comerciant honrat, senzill i franc, que quan pren els assumptes a les seves mans, actua ple de sentit comú, sabent exactament què és el que vol fer i fent-ho.
És notable el seu pamflet The Art of Political Lying (L'art de la mentida política), publicat de forma anònima, però sens dubte atribuïble a la seva ploma.
També es reconeix la seva participació en les Memoirs of Martinus Scriblerus, escrita conjuntament amb Swift, Pope, Gay i d'altres membres del Club Scriblerus i en la comèdia Three Hours after Marriage d'Alexander Pope.

## Evolució de la imatge de John Bull
Diferents il·lustradors, al llarg del temps, han encunyat la imatge del personatge. A continuació es mostren diferents interpretacions  fetes abans de 1901.